# Rymosia spiniforceps
Rymosia spiniforceps är en tvåvingeart som beskrevs av Loïc Matile 1963. Rymosia spiniforceps ingår i släktet Rymosia och familjen svampmyggor. Arten är reproducerande i Sverige. Inga underarter finns listade i Catalogue of Life.